# Canton d'Ingré
Le canton d'Ingré est une ancienne division administrative française, située dans le département du Loiret en région Centre-Val de Loire.
Le canton est créé en 1790, disparaît lors du redécoupage de 1806 et réapparaît lors de la réorganisation de 1982.
Le canton est supprimé à la suite du redécoupage de 2015.

## Composition
Le canton d'Ingré, d'une superficie de 68 km2, est composé de quatre communes
, appartenant désormais aux cantons de Saint-Jean-de-la-Ruelle et Orléans-3.
| Nom                      | Code Insee | Intercommunalité  | Superficie (km2) | Population (dernière pop. légale) | Densité (hab./km2) |
| ------------------------ | ---------- | ----------------- | ---------------- | --------------------------------- | ------------------ |
| La Chapelle-Saint-Mesmin | 45075      | Orléans Métropole | 8,96             | 10 117 (2014)                     | 1 129              |
| Ingré                    | 45169      | Orléans Métropole | 20,82            | 8 460 (2014)                      | 406                |
| Ormes                    | 45235      | Orléans Métropole | 18,15            | 3 875 (2014)                      | 213                |
| Saran                    | 45302      | Orléans Métropole | 19,65            | 15 686 (2014)                     | 798                |

## Démographie

### Évolution démographique
En 2012, le canton comptait 36 967 habitants.
| 1982   | 1990   | 1999   | 2006   | 2011   | 2012   |
| ------ | ------ | ------ | ------ | ------ | ------ |
| 24 398 | 29 814 | 34 267 | 36 105 | 36 484 | 36 967 |

### Âge de la population
La pyramide des âges, à savoir la répartition par sexe et âge de la population, du canton d'Ingré en 2009 ainsi que, comparativement, celle du département du Loiret la même année sont représentées avec les graphiques ci-dessous.
La population du canton comporte 49 % d'hommes et 51 % de femmes. Elle présente en 2009 une structure par grands groupes d'âge légèrement plus jeune que celle de la France métropolitaine. 
Il existe en effet 130 jeunes de moins de 20 ans pour cent personnes de plus de 60 ans, alors que pour la France l'indice de jeunesse, qui est égal à la division de la part des moins de 20 ans par la part des plus de 60 ans, est de 1,06. L'indice de jeunesse du canton est également supérieur à celui  du département (1,1) et à celui de la région (0,95).
| Hommes | Classe d’âge | Femmes |
| ------ | ------------ | ------ |
| 0,3    | 90 ans ou +  | 0,9    |
| 5,8    | 75 à 89 ans  | 8,2    |
| 13,0   | 60 à 74 ans  | 12,9   |
| 22,4   | 45 à 59 ans  | 22,3   |
| 19,8   | 30 à 44 ans  | 20,5   |
| 18,5   | 15 à 29 ans  | 15,9   |
| 20,3   | 0 à 14 ans   | 19,3   |

| Hommes | Classe d’âge | Femmes |
| ------ | ------------ | ------ |
| 0,4    | 90 ans ou +  | 1,1    |
| 6,6    | 75 à 89 ans  | 9,5    |
| 13,4   | 60 à 74 ans  | 13,9   |
| 20,1   | 45 à 59 ans  | 20,0   |
| 20,3   | 30 à 44 ans  | 19,5   |
| 19,3   | 15 à 29 ans  | 17,7   |
| 19,9   | 0 à 14 ans   | 18,2   |

## Histoire
- Le canton est créé en 1793 sous la Révolution française, il est supprimé lors du redécoupage de 1806 sous le Premier Empire.
- Il réapparait en 1982 sous la Ve République (décret du 25.01.1982), division du Canton de Saint-Jean-de-la-Ruelle et du Canton de Fleury-les-Aubrais.

### Liste des conseillers généraux successifs
| Période                                  | Période | Identité      | Étiquette    | Qualité                                              |
| ---------------------------------------- | ------- | ------------- | ------------ | ---------------------------------------------------- |
| 1982                                     | 2001    | Janine Rozier | DVD puis RPR | Clerc de notaire Maire d'Ormes Sénatrice (2001-2011) |
| 2001                                     | 2015    | Michel Guérin | PCF          | Agent SNCF Maire de Saran (1977-2010)                |
| Les données manquantes sont à compléter. |         |               |              |                                                      |

### Résultats électoraux détaillés
- Élections cantonales de 2001 : Michel Guérin (PCF) est élu au 2e tour avec 55,51 % des suffrages exprimés, devant Françoise Defouloy (RPR) (44,49 %). Le taux de participation est de 59,43 % (13 277 votants sur 22 342 inscrits)[10].
- Élections cantonales de 2008 : Michel Guérin   (PCF) est élu au 2e tour avec 59,72 % des suffrages exprimés, devant Alain  Touchard  (Divers droite) (40,28 %). Le taux de participation est de 52,67 % (13 198 votants sur 25 059 inscrits)[11].